# Тасос Яницис
Анастасиос (Тасос) Яницис (на гръцки: Αναστάσιος Γιαννίτσης, Τάσος Γιαννίτσης) е гръцки икономист и политик.

## Биография
Яницис е роден през 1944 година и завършва Германското училище в Атина. Учи право и икономико-политически науки в Атинския университет, впоследствие защитава докторат по икономика в Берлинския свободен университет (1974).
Преподавател в Икономическия факултет на Атинския университет. Заема различни консултантски и съветнически длъжности като икономист в частния и държавния сектор. Икономически съветник на министър-председателя Костас Симитис от ПАСОК (1994 – 2000), след което влиза в неговото правителство като министър на труда и социалните грижи (2000 – 2001), заместник-министър на външните работи (2001 – 2004) и външен министър (февруари-март 2004).
Тасос Яницис от декември 2009 година до декември 2012 година е председател на Управителния съвет на компанията „Хеленик петролиум“. От 11 ноември 2011 година до 16 май 2012 година е министър на вътрешните работи в ширококоалиционното правителството на Лукас Пападимос.